# Завитка ряснокоренева
Завитка ряснокоренева, спіродела багатокоренева (Spirodela polyrhiza) — вид трав'янистих рослин родини кліщинцевих (Araceae); має космополітичне поширення.

## Опис
Багаторічна рослина. Стебла плавучі, з'єднані по кілька, плоскі, округлі або оберненояйцюваті, 4–10 мм завдовжки і до 5 мм завширшки, знизу червонуваті; кожне стебло з пучком корінців і 2 корінцями біля основи, з яких розвиваються молоді пагони. Суцвіття утворене 2 тичинковими й 1 маточковою квітками. Плоди крилаті з боків у напрямку до верхівки. Насіння з 12–20 ребрами. 2n = 30, 32, 38, 40*, 50, 80.

## Поширення
Космополітичний вид, поширений у всьому світі крім арктичних, субарктичних, дуже вологих і дуже сухих регіонів або регіонів з прохолодним літом; рідкісний у середземноморському кліматі; відсутній у Південній Америці крім північного заходу, в Новій Зеландії і на деяких інших океанічних островах.
В Україні вид зростає у стоячих і повільних водах — на всій території крім Криму. Лікарська й кормова рослина.

## Використання
Рослина застосовується при лікуванні застудних захворювань, кору, набряків і труднощів сечовипускання.

## Галерея

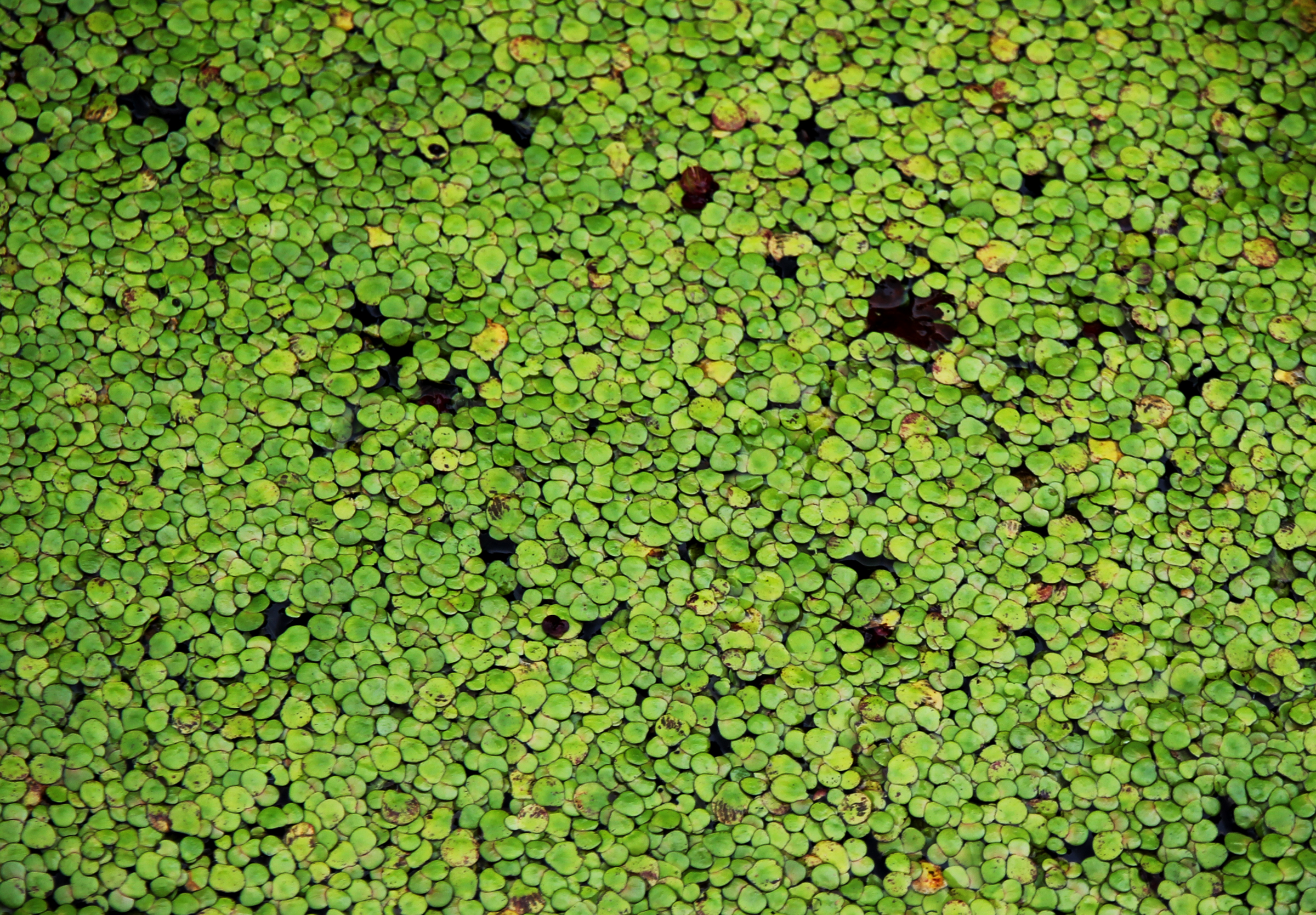
вид у ботанічному саду Праги
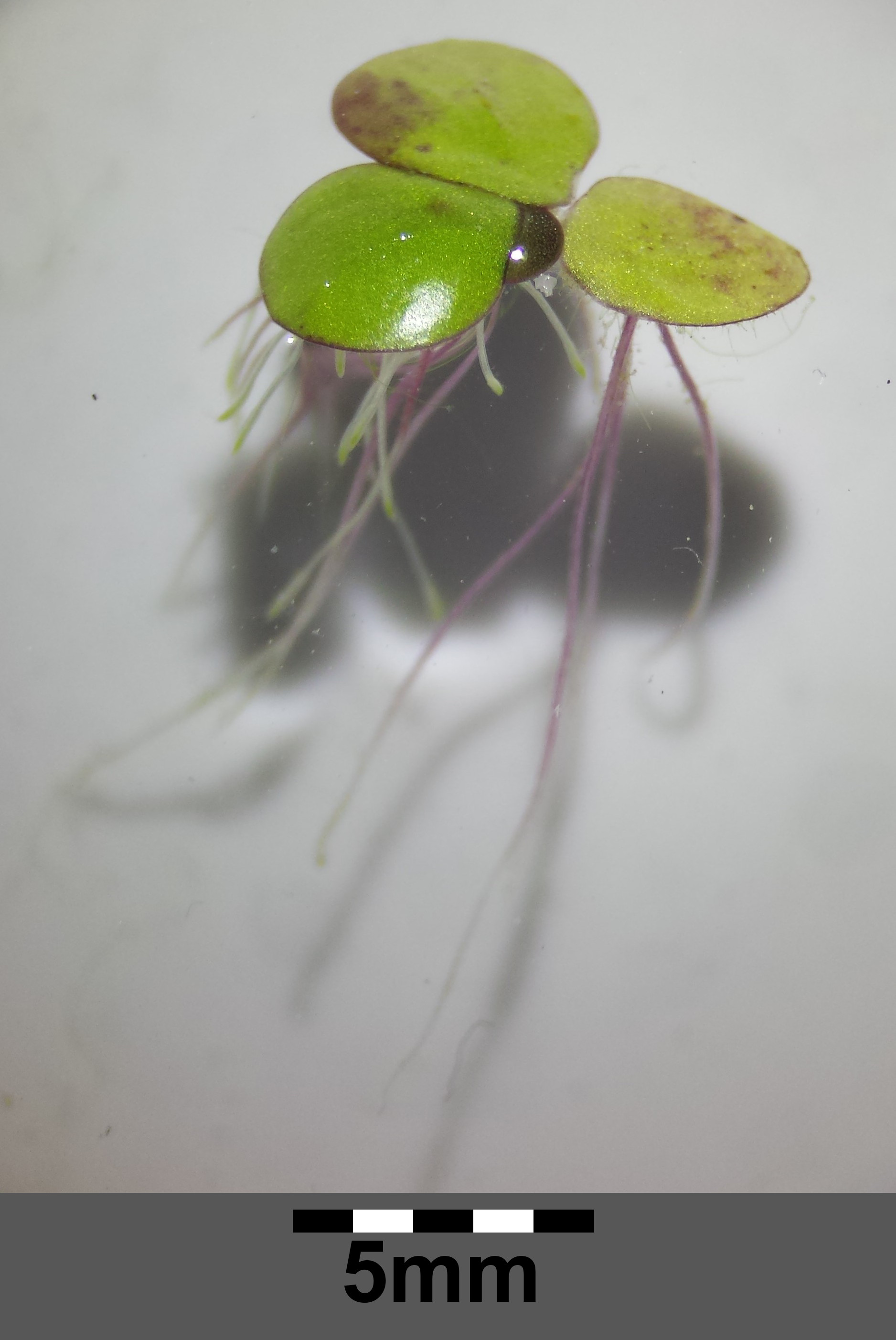
рослина
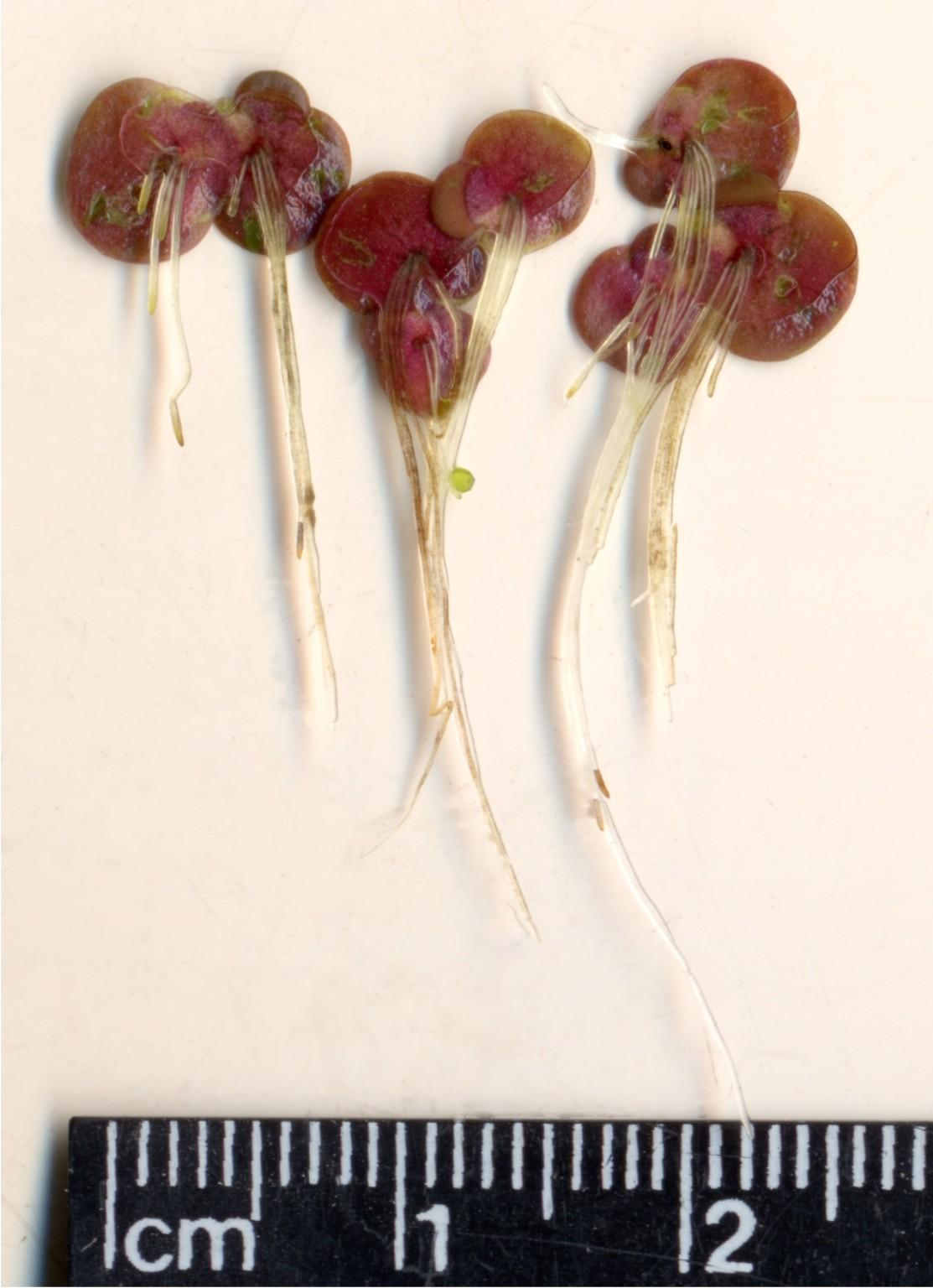
фіолетова нижня частина з кореневими нитками